# Caja Thimm

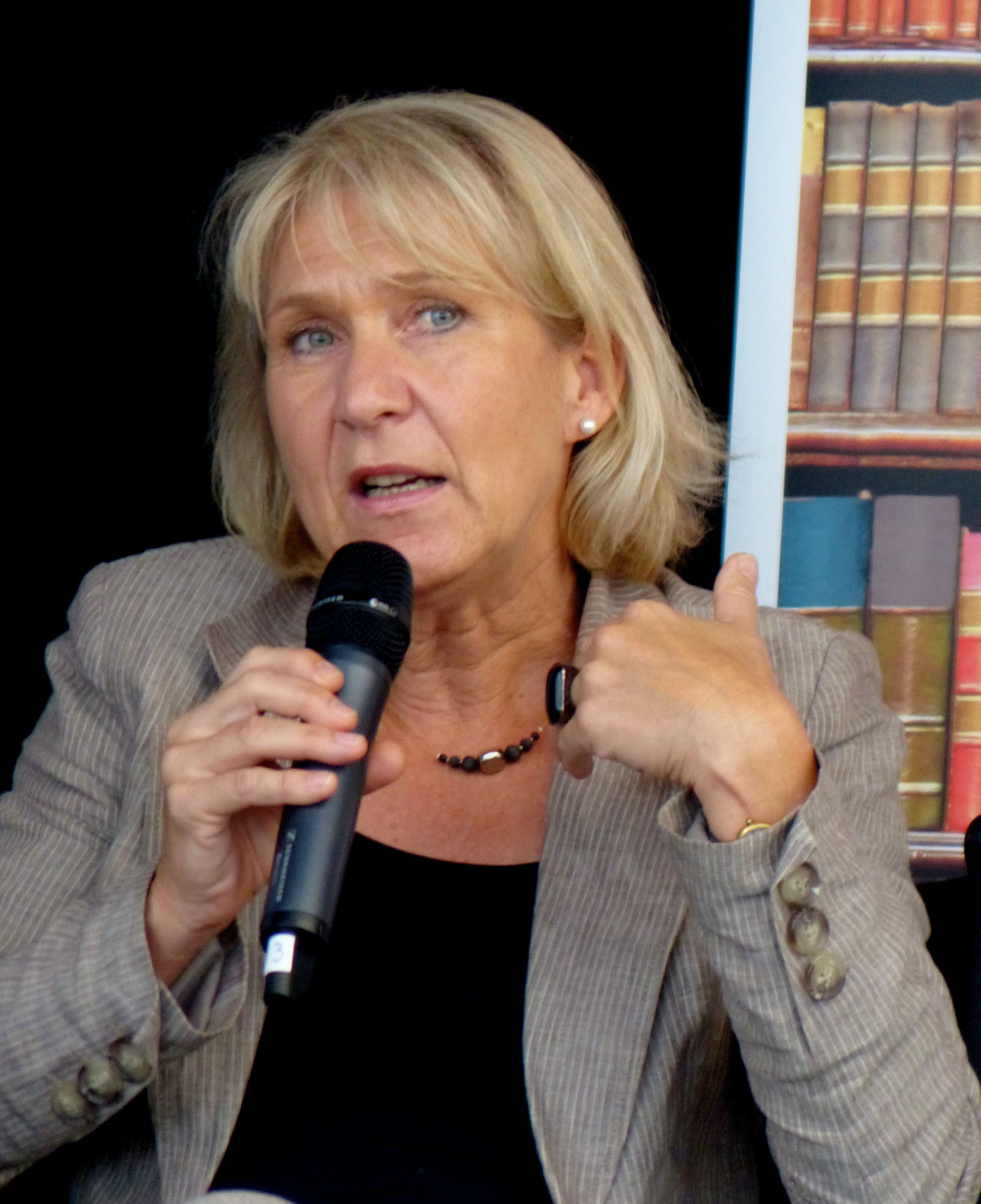
Caja Thimm (2014)

Caja Carola Juliane Thimm (* 12. Juni 1958 in Frankfurt am Main) ist eine deutsche Medienwissenschaftlerin. Von 2001 bis zu ihrer Emeritierung 2024 war sie Professorin für Medienwissenschaft und Intermedialität an der Universität Bonn.

## Beruflicher Werdegang
Caja Thimm studierte von 1978 bis 1984 an den Universitäten München, Heidelberg, San Francisco State und UC Berkeley und promovierte anschließend im Fach Germanistische Linguistik. Anschließend arbeitete sie bis 1998 als Wissenschaftliche Mitarbeiterin im Sonderforschungsbereich „Sprache und Situation“ an der Universität Heidelberg.
Von 1998 bis 1999 war sie Stipendiatin des Margarete-von-Wrangell-Habilitationsprogramms für Frauen des Landes Baden-Württemberg und habilitierte sich 1999 an der Neuphilologischen Fakultät mit der Arbeit „Alter-Sprache-Geschlecht“. Im Wintersemester 2000/2001 war Thimm Vertretungsprofessorin für Medienwissenschaft an der Universität Bonn. Seit dem Sommersemester 2001 ist sie C3-Professorin an der Universität Bonn im Fach Medienwissenschaft und war dort von 2005 bis 2008 Geschäftsführende Direktorin des Instituts für Kommunikationswissenschaften. Als Gastprofessorin war Caja Thimm an verschiedenen Universitäten tätig, so an der University of California in Santa Barbara, an der sie 2005 den „Faculty Award for Graduate Teaching“ erhielt sowie an der University of Wales in Cardiff und der University of Liverpool sowie der Université de Bourgogne (Dijon). Seit ihrer Emeritierung Ende Juli 2024 ist sie befristet bis Ende Juli 2026 an der Universität Bonn Seniorprofessorin.
Von 2007 bis 2010 war Caja Thimm stellvertretende Vorsitzende der 6. Altenberichtskommission der Bundesregierung und zwischen 2009 und 2011 Mitglied der Enquete-Kommission der Landesregierung Rheinland-Pfalz zum Thema „Verantwortung in der medialen Welt“. Von 2019 bis 2021 war sie sachverständiges Mitglied der Enquete-Kommission „Subsidiarität und Partizipation. Zur Stärkung der (parlamentarischen) Demokratie im föderalen System aus nordrhein-westfälischer Perspektive“. Sie berät verschiedene Landes- und Bundesinstitutionen zum Bereich Onlinemedien/Social Media und ist Gutachterin beim Deutschen Akademischen Austauschdienst, der Deutschen Forschungsgemeinschaft (DFG) und anderen Institutionen. 2021 wurde Thimm in die Nordrhein-Westfälische Akademie der Wissenschaften und der Künste gewählt. Seit Dezember 2024 ist sie Mitglied im Verwaltungsrat des WDR.
Ihre Forschungsschwerpunkte liegen auf den Gebieten der Onlinekommunikation, besonders im Bereich Social Media, Unternehmenskommunikation und Medien und Technologie. Von 2010 bis 2016 leitete sie das DFG-Projekt „Deliberation im Netz: Formen und Funktionen des digitalen Diskurses am Beispiel des Microbloggingsystems Twitter“, das im DFG-Schwerpunkt „Mediatisierte Welten – Kommunikation im medialen und gesellschaftlichen Wandel“ verortet war. Zudem hatte sie 2014 eine Forschungskooperation (DAAD-Projekt „Procope“) mit der Université de Bourgogne/Dijon zum Thema „Twitter im EU-Wahlkampf: Ein Vergleich der Twitterkommunikation deutscher und französischer Kandidaten und Kandidatinnen im Europawahlkampf 2014“. Seit 2017 ist sie Sprecherin des NRW-Graduiertenkollegs und Forschungsverbundes „Digitale Gesellschaft“. Im Rahmen des Verbundes leitet sie zudem das Forschungsprojekt „Ethik und Verantwortung in der digitalen Gesellschaft: Datenpraktiken in Verwaltung und Journalismus“ (zusammen mit Christoph Bieber).
Aktuell forscht sie zu Fragen des Einflusses von Künstlicher Intelligenz auf Politik und Gesellschaft (Thimm & Bächle 2019, Thimm & Thimm-Braun 2023, 2024, Thimm et al. 2024), ihre laufenden Forschungsprojekte widmen sich den Themen „Artificial Intelligence and Society: Comparative Studies on Attitudes, Opportunities, Risks, and User Practices in Germany and Poland“ (DAAD-Förderung) und „Gesellschaftliche Transformation und soziale Kohäsion in Zeiten Künstlicher Intelligenz: Auf dem Weg zur digitalen Klassengesellschaft“ (mit Jun. Prof. M. Mayer, TRA4-Förderung).

## Politik
1988 wurde sie in den Heidelberger Gemeinderat gewählt und 1994 sowie 1999 wieder bestätigt. 1993/94 war sie Vorsitzende der GrünAlternativen Fraktion im Gemeinderat. 2006 kandidierte sie bei der Oberbürgermeisterwahl in Heidelberg. Sie erhielt im zweiten Wahlgang 45,1 Prozent der abgegebenen Stimmen und unterlag damit ihrem parteilosen Konkurrenten Eckart Würzner.
2012 bewarb sich Thimm, sich für die Partei Bündnis 90/Die Grünen als Direktkandidatin des Bundestagswahlkreises Heidelberg/Eppelheim aufstellen zu lassen, unterlag jedoch in der parteiinternen Abstimmung mit 20,21 % der Stimmen Franziska Brantner, die 63,41 % der Stimmen erhielt.

## Privates
Thimm lebt seit 1987 in Heidelberg-Neuenheim. Sie ist geschieden und Mutter von zwei Töchtern.

## Veröffentlichungen (Auszug)
- C. Thimm, G. Gramelsberger, M. Mayer, F. Piller: From automation to autonomy: Human-machine relations in the age of artificial intelligence. Introduction. In: Human-Machine Communication. Band 9, 2024, S. 7–24. doi:10.30658/hmc.9.1
- Caja Thimm, Laura Thimm-Braun: Künstliche Intelligenz und personale Autonomie: Diskriminierende Algorithmen als ethische und rechtliche Herausforderung für die Polizeiarbeit. In: Susanne Gössl (Hrsg.): Diskriminierungsfreie Algorithmen. Neue juristische Wochenschrift. C. H. Beck, 2023, S. 3–50.
- Caja Thimm, Laura Thimm-Braun: Policies, regulation and legal perspectives on social robots. In: Autumn Edwards, Leopoldina Fortunati (Hrsg.): The Gruyter Handbook of Robots in Society and Culture. De Gruyter, S. 161–176 2024.
- Patrick Nehls, Caja Thimm (Hrsg.): Digitale Kulturen, Digitale Praktiken. Empirische Zugänge zur tiefgreifenden Mediatisierung. 2023, DNB 1341389588.
- Caja Thimm, Thomas Bächle (Hrsg.): Die Maschine – Freund oder Feind? Mensch und Technologie im digitalen Zeitalter. Springer, Wiesbaden 2019.
- Caja Thimm, Mario Anastasiadis (Hrsg.): Social Media: Theorie und Praxis digitaler Sozialität. (= Bonner Beiträge zur Medienwissenschaft. Bd. 11). Peter Lang, Bern u. a. 2011.

Online verfügbare Berichte:
- Caja Thimm, Mario Anastasiadis, Tobias Bürger, Jessica Einspänner: Die Bundestagswahl online – Twitter im politischen Diskurs. (= Schriftenreihe der Bonner Akademie für Forschung und Lehre praktischer Politik). Bonn 2014. Link
- Caja Thimm, Tobias Bürger, Phyllis Kuhn: China im Spiegel der deutschen Gesellschaft: Images, Einstellungen und Erwartungen in Wirtschaft, Wissenschaft, Politik und Kultur. (= Schriftenreihe der Bonner Akademie für Forschung und Lehre praktischer Politik). Bonn 2014. Link
- Caja Thimm, Tobias Bürger: Digitale Citoyens – politische Partizipation in Zeiten von Social Media. (= Schriftenreihe der Bonner Akademie für Forschung und Lehre praktischer Politik). Bonn 2012. Link